# Симен, Фредерик
Фредерик Стивен Симен (англ. Frederick Stephen Seaman; 2 января 1906, Аллахабад, Британская Индия — 21 сентября 2000, Херши, Пенсильвания) — индийский хоккеист на траве, полевой игрок. Олимпийский чемпион 1928 года.

## Биография
Фредерик Симен родился 2 января 1906 года в городе Аллахабад в Британской Индии (сейчас Праяградж в Индии).
Играл в хоккей на траве за Соединённые провинции.
В 1928 году вошёл в состав сборной Индии по хоккею на траве на летних Олимпийских играх в Амстердаме и завоевал золотую медаль. Играл в поле, провёл 5 матчей, забил 3 мяча (два в ворота сборной Бельгии, один — Дании).
Умер 21 сентября 2000 года в американской статистически обособленной местности Херши в штате Пенсильвания.